# Dicionário Brasileiro de Artistas Plásticos
O Dicionário Brasileiro de Artistas Plásticos é um dicionário especializado brasileiro, criado em 1973 através da Coleção Dicionários Especializados. A organização, em 4 volumes, é de Carlos Cavalcanti e foi editado pelo então Ministério da Educação e Cultura por meio do Instituto Nacional do Livro.
Elenca assuntos de arquitetura, escultura, desenho, gravura, artes aplicadas, e outros temas relacionados à arte plástica.